# Academia Nacional de Bellas Artes Hernando Siles
La Academia Nacional de Bellas Artes Hernando Siles es una entidad académica de formación de artistas con sede en La Paz, Bolivia.

## Historia
Fundada el 13 de agosto de 1926, durante la presidencia de Hernando Siles Reyes, actualmente es una institución dependiente del Ministerio de Educación de Bolivia (R.M. N° 340/2015 de 28-5-2015).
También llamada Escuela Nacional de Bellas Artes “Cecilio Guzmán de Rojas”, como homenaje al eximio artista Cecilio Guzmán de Rojas, quien fue su director en 1950 y falleció en el cargo.

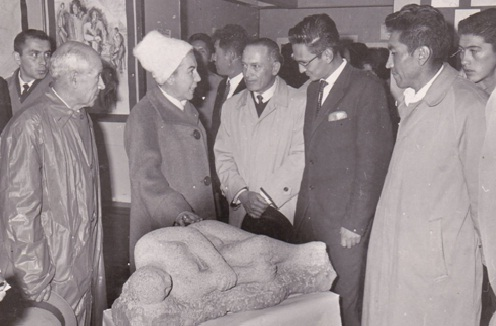
Exhibición de la obra "Sueño Andino" del artista Omar Duranboger
Academia Nacional de Bellas Artes “Hernando Siles Reyes” La Paz, Bolivia, 1963
En la Fotografía, el Autor y Maestros Plásticos Nacionales.De Izq. A Der. Genaro Ibáñez (Grabador), Marina Nuñez del Prado (Escultora), Alejandro Gonzáles (Escultor), Omar Duranböger (Escultor), Víctor Zapana Serna (Escultor)

Se encuentra ubicada en el barrio de Sopocachi en la calle Rosendo Gutiérrez 323.

## Especialidades
- Pintura
- Escultura
- Grabado
- Cerámica artística

## Profesores destacados
- Cecilio Guzmán de Rojas
- Jorge de la Reza
- Rebeca de la Barra
- Alfredo Araujo Quesada
- Hugo Almaraz
- Genaro Ibáñez
- Mario Conde
- Omar Duranboger

## Alumnos destacados
- Yolanda Bedregral
- María Luisa Pacheco
- Jorge de la Reza
- Fernando Montes Peñaranda

### Pintura
- Walter Solón
- Inés Córdova

### Escultura
- Marina Núñez del Prado
- Víctor Zapana
- Omar Duranboger